# Brennus (derde eeuw v.Chr.)
Brennus (Gall. Brennos) was een Keltisch aanvoerder en stamvorst die leefde in de 3e eeuw v.Chr. Mogelijk was Brennus niet zijn eigennaam, maar een adellijke titel, vergelijkbaar met 'vorst'. Deze Brennus is bekend geworden door zijn veldtocht naar het heiligdom van Delphi, waar hij eervol sneuvelde.

## De naam Brennus
Livius lijkt het in het geval van een andere Gallische leider Brennus die rond 390 v.Chr. Rome aanviel over 'Brennus' te hebben alsof dit de naam van de Gallische aanvoerder was. Dit zou zo kunnen zijn. Tegenwoordig neigt men er echter naar brennus als gelatiniseerde vorm van een Gallisch woord voor 'koning' te beschouwen, zoals ook de betekenis van de door Livius voor hem gebruikte Latijnse titel regulus is (letterlijk: koning van een kleiner rijk). Het Welsh woord brennin "koning" wordt hiertoe als argument gebruikt.

## Keltische migratie

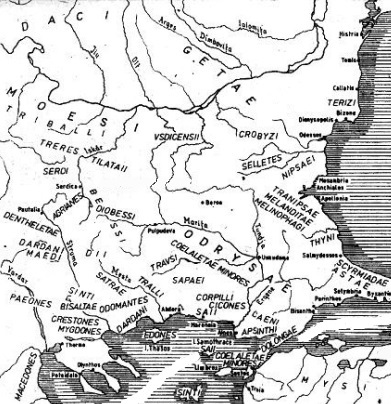
Gebied van de Keltische invallen

De Brennus uit de 3e eeuw v.Chr. viel met een alliantie van Keltische stammen in 280 v.Chr. het Balkanschiereiland binnen. Volgens Miklós Szabó kunnen we redelijkerwijs aannemen dat het offensief van 280 v.Chr. drieledig was. De Keltische penetratie in Triballigebied in Thracië werd geleid door Kérethrios, terwijl Illyrië en Macedonië door de krijgers van Bolgios werden onder de voet gelopen, en Paeonië door troepen onder Brennus en Akichorios.
De beslissende slag was door Bolgios' leger toegebracht dat in 279 v.Chr. wat nog van de legermacht van de jonge Macedonische vorst, Ptolemaeus Keraunos overbleef, van de kaart veegde. De Galaten, zoals de Kelten wel vaker werden genoemd, namen de gewonde koning gevangen en onthoofden hem. Hun volgende zet was op zijn minst verbazingwekkend. Na het bezegelen van hun overwinning vertrokken de troepen met hun leider Bolgios simpelweg terug naar het land van waar zij hun aanval hadden gelanceerd. De onversperde weg die naar Griekenland leidde was nu gewoon een open uitnodiging.

## Brennus' veldtocht naar Delphi

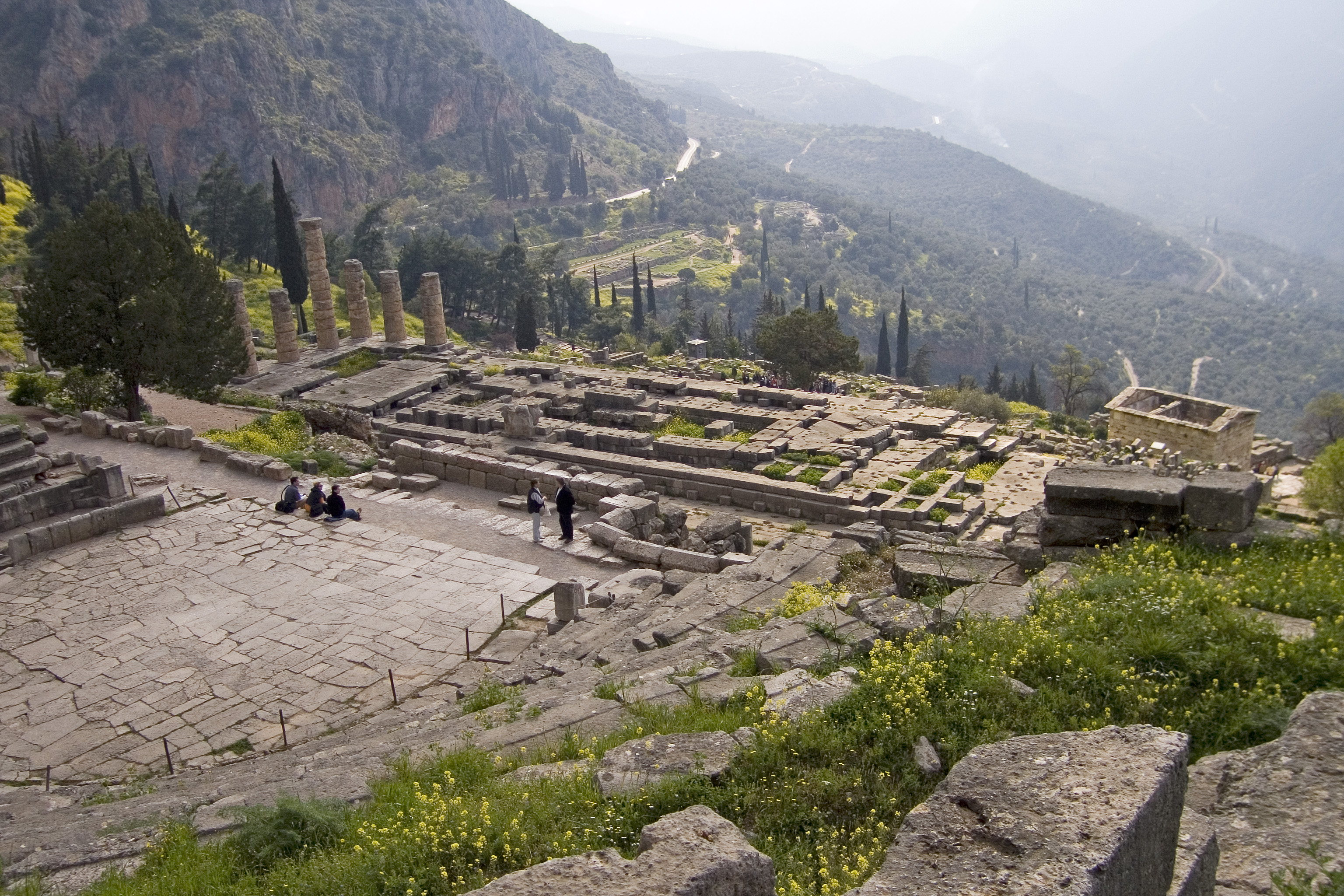
Het heiligdom van Delphi (Griekenland)

Al spoedig leidde Brennus toen zijn troepen naar het zuiden. Hun tocht verliep niet helemaal probleemloos. In deze veldtocht werkte Brennus samen met een ander Keltisch leger, dat onder het bevel van Akichorios stond. In Dardanië hadden volgens Livius Leonnorios en Lutarios samen met zo'n twintigduizend man de hoofdstam van het leger verlaten, na een rebellie. Daarop schijnen de troepen van Brennus en Akichorios in Macedonië ernstige verliezen te hebben geleden. De Keltische troepen trokken verder langs Thermopylae, waardoor zij de Griekse verdediging zo goed als afsneden. Daarna versloegen zij een Aetolisch leger en namen de stad Kallipolis in, die geplunderd en zwaar vernield werd. Eens voorbij Thermopylae leidde Brennus in 279 v.Chr. een aanval tegen een Grieks leger bij Delphi, dat hij bereikt had, voordat Akichorios met zijn troepen aansluiting had gevonden. Daarbij werd door Brennus met een elitecorps van zijn beste krijgers het heiligdom ingenomen, dat al sinds mensenheugenis ver buiten Griekenland beroemd was. Van deze krijgsdaad wordt door verschillende klassieke auteurs gewag gemaakt, waaronder Pausanias, Diodorus en Junianus Justinus.
Ten slotte doken Aetolische en Fokische troepen op, die de strijd tegen de Kelten aanbonden, waarbij deze laatsten grote verliezen leden en werden teruggeslagen. Brennus raakte daarbij zwaargewond, en nadat hij gezorgd had dat zijn troepen die van Akichorios vervoegden benam hij zichzelf van het leven. Akichorios opteerde op zijn beurt voor een terugtocht van zijn troepen naar Thracië. Hoe het hen verder verging is onbekend. Maar een deel van hen keerde langs de Donau terug onder leiding van Bathanatos en vestigde zich aan de samenvloeiing van deze rivier met de Sava ten oosten van Sirmium. Dit werden de Scordisci.
Na het terugdrijven van de Kelten werd door de Grieken het festival van de Soteria ingevoerd, als herdenking aan hun redding. De traditie heeft het over een mirakel bewerkt door Apollo, en dat Delphi werd geplunderd en de schatten meegenomen naar Gallië. In werkelijkheid herdachten de 'soteri' de bevrijding en redding van het heiligdom.
De achtergebleven Kelten die Griekenland waren binnengedrongen verenigden zich en trokken door naar Klein-Azië, waar zij het rijk van de Galaten stichtten.
Het leger van Kérethrios, de derde groep die bij het Grieks offensief betrokken was, kan volgens Miklós Szabó worden gezien als de troepenmacht die door Antigonos Gonatas in 278-277 v.Chr. werd verslagen bij Lysimacheia. Dit was het einde van de grote Keltische invasie in Griekenland. De enige Galaten die men daarna in de regio nog aantrof waren huursoldaten.